# Brachysternus solier
Brachysternus solier är en skalbaggsart som beskrevs av Antoine Joseph Jean Solier 1851. Brachysternus solier ingår i släktet Brachysternus och familjen Rutelidae. Inga underarter finns listade.